# Гасберге
50°04′ пн. ш. 10°37′ сх. д. / 50.06° пн. ш. 10.61° сх. д.
Гасберге (нім. Haßberge) — район в Німеччині, у складі округу Нижня Франконія федеральної землі Баварія. Адміністративний центр — місто Гасфурт. 
Площа району становить 956,52 км². 

## Клімат
У Гасберге вологий континентальний клімат. Протягом року випадає значна кількість опадів, середньорічна норма опадів — 594 мм. Більша частина опадів випадає у липні, в середньому 72 мм. 
Найтепліший місяць року — липень з середньою температурою 18.0 °C. Середньорічна температура Гасберґе становить — 8.8 °C.
У районі знаходиться 16 природних та 6 ландшафтних заповідників.

## Адміністративний поділ
Район складається з 6 міст (нім. Städte), 3 торговельних громад (нім. Märkte), 4 об'єднань громад (нім. Verwaltungsgemeinschaften) та 17 громад (нім. Gemeinden):

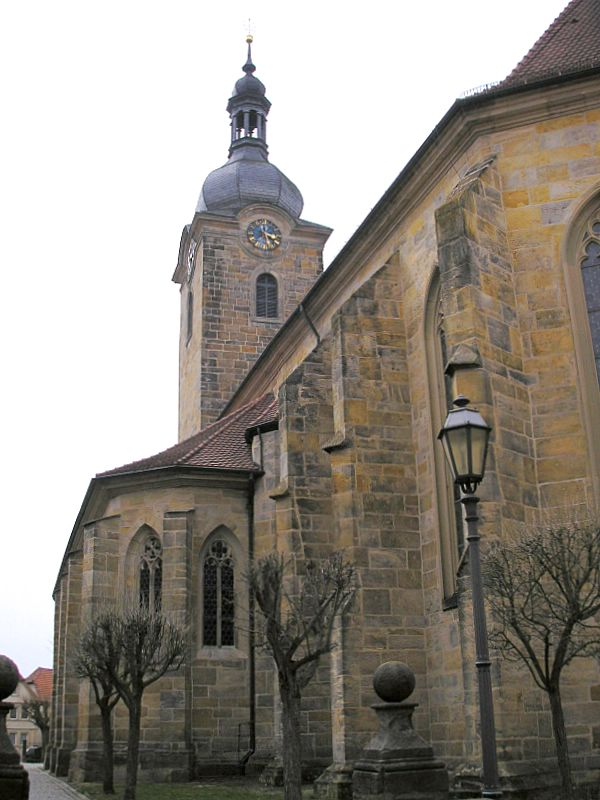
Парафіяльна церква Святого Лаврентія

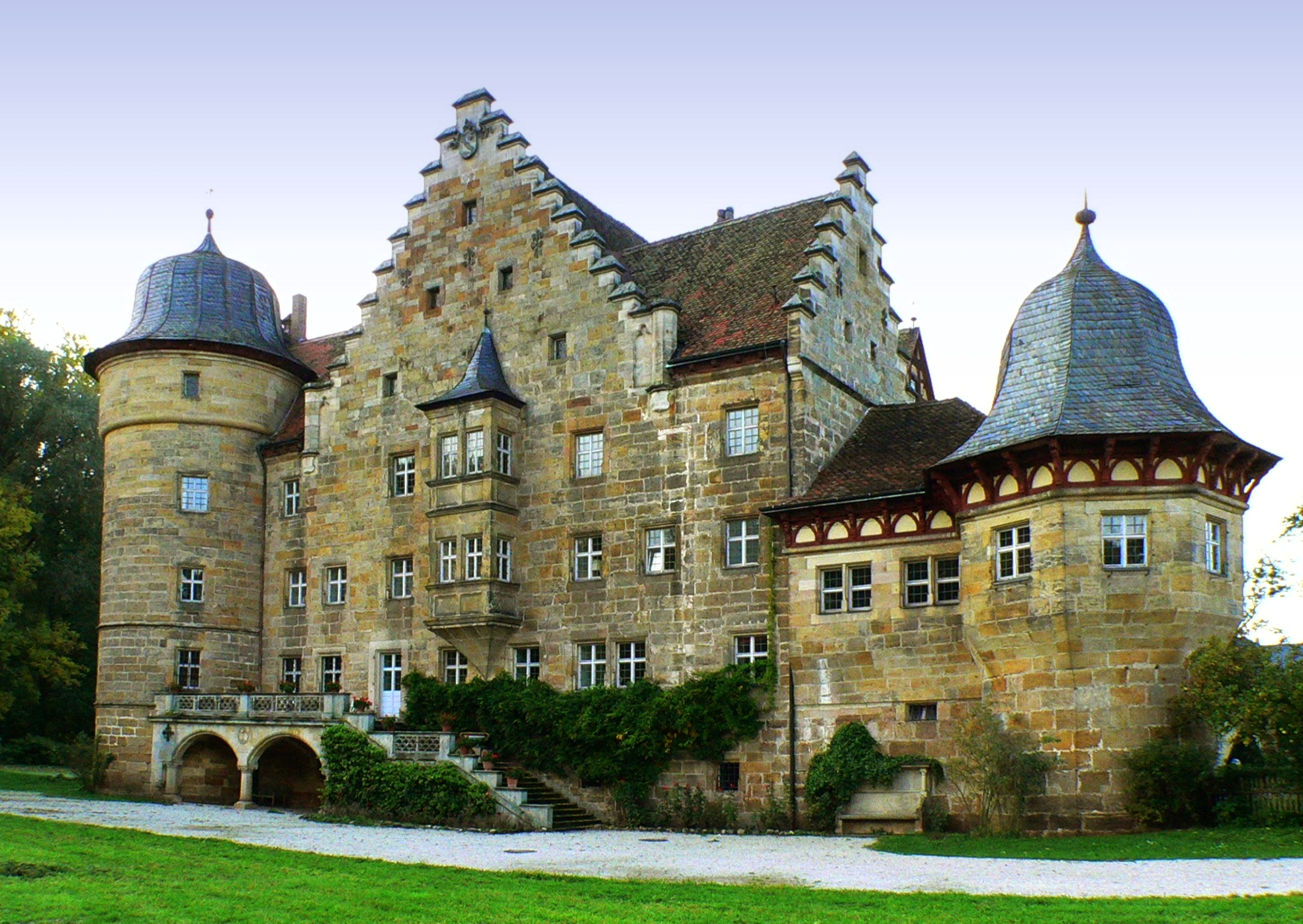
Замок Еріхсхоф

| Міста 1. Гасфурт (13593) 2. Гофгайм-ін-Унтерфранкен (5097) 3. Еберн (7230) 4. Ельтман (5370) 5. Кеніґсберґ (3634) 6. Цайль-на-Майні (5617) Торговельні громади 1. Бурґпреппах (1376) 2. Марольдсвайзах (3235) 3. Рентвайнсдорф (1597) Об'єднання громад 1. Управління Гофгайм 2. Управління Ебельсбах 3. Управління Еберн 4. Управління Терес | Громади 1. Айдгаузен (1671) 2. Брайтбрун (1024) 3. Бундорф (877) 4. Вонфурт (1992) 5. Ґедгайм (1294) 6. Ебельсбах (3730) 7. Ермерсхаузен (551) 8. Занд-на-Майні (3101) 9. Кірхлаутер (1304) 10. Кнецгау (6470) 11. Обераурах (3932) 12. Пфарвайзах (1493) 13. Рауенебрах (2857) 14. Рідбах (1704) 15. Унтермерцбах (1690) 16. Терес (2693) 17. Штетфельд (1143) |

## Населення
Населення району, станом на 31 грудня 2014 року, становить 84 152 осіб.
| Рік       | 1840   | 1900   | 1939   | 1950   | 1961   | 1970   | 1987   | 1995   | 2000   | 2005   | 2008   | 2012   | 2013   | 2014   |
| --------- | ------ | ------ | ------ | ------ | ------ | ------ | ------ | ------ | ------ | ------ | ------ | ------ | ------ | ------ |
| Населення | 53 786 | 54 587 | 58 909 | 82 670 | 77 290 | 81 537 | 80 257 | 87 003 | 88 509 | 87 607 | 85 914 | 84 226 | 84 090 | 84 152 |